# Heine S. Heinesen
Heine Sigurd Heinesen (født 6. november 1903 på Færøerne - død ?) var lærer, skoleforstander, konservativ politiker og manuskriptforfatter til film om Færøerne. Heinesen hustru Else Sofie Rasmussen, der var søster til Knud Heinesens mor adopterede ham, da hans mor døde.
Heinesen var medstifter af Dansk Færøsk Samfund. Startede under besættelsen en radiotjeneste til Færøerne.

## Filmografi.[3]
- 1947, Gården hedder Vikagardur, Kommentarer, Dokumentarfilm
- 1950, Færøerne I - II, Manus, Dokumentarfilm
- 1950, Grindedrab i Thorshavn, Manus, Dokumentarfilm
- 1950 Fuglefængere på Færøerne, Manus, Dokumentarfilm
- 1950 Fiskeri og hvalfangst ved Færøerne, Manus, Dokumentarfilm
- 1950 Kongebesøget på Færøerne, Manus, Dokumentarfilm